# Aktivni ugljen

## Osobine, svojstva i vrste
Aktivni ugljen (E 153)  je općenito naziv za tvari koje sadrže ugljik, a koje su nastale iz ugljena, i koji imaju izrazito veliku površinu (1 gram ima otprilike površinu od 500m2) i zbog toga se koristi u mnogim tehnološkim procesima
Karborafin je najpoznatija vrsta aktivnog ugljena.

## Proizvodnja
Aktivni ugljen može se dobiti iz dva različita procesa iz raznih tvari koje sadrže ugljik.
- fizikalna reaktivacija - prekursor se prevodi u aktivni ugljen uz pomoć plinova korištenjem jedne ili kombinacijom dvaju općenitih reakcija (karbonizacija i aktivacija/oksidacija)
- kemijska aktivacija - impregnacija različitim kemikalijama

## Primjena
Koristi se u mnogim područjima ljudske djelatnosti. Neke od djelatnosti:
medicina, zračni filteri (u gasmaskama), tretiranje otpadnih voda, ekstrakcija metala, pohrana umjetnina, i pročišćavanje otpadnih voda. 

### Medicina
Medicinski ugljen (lat. Carbo medicinalis) je zapravo aktivni ugljen dobiven žarenjem iz različitih organskih otpadaka: Iz mesa (Carbo animalis), iz krvi (Carbo sanguinius), drva (Carbo ligni) uz dodatak sredstva za aktiviranje (različiti anorganski spojevi). Medicinski je ugljen nespecifični intestinalni adsorbens. Djelatno adsorbira velik broj organskih i anorganskih otrova, boja, mikroorganizme i njihove toksine te mnoge lijekove. Medicinski se ugljen ne resorbira i ne metabolizira. Medicinski ugljen dokazano je učinkovit u liječenju crijevnih zaraza. Medicinski je ugljen lijek izbora u terapiji proljeva i nadutosti, jer je potpuno neškodljiv i nema nuspojava. Njegova je prednost u odnosu na druge preparate što se može primjenjivati i kod djece. Dolazi u obliku granula ili tableta.

### Filtracija aktivnim ugljenom
Filtracija aktivnim ugljenom se koristi za pročišćavanje zraka i plinova (pročišćavanje zraka, pročišćavanje bioplina, uklanjanje mirisa, pročišćavanje dimnih plinova, pročišćavanje prirodnog, filtriranje para otapala), procjeđivanje vode (procjeđivanje vode za piće, procjeđivanje industrijskih ili komunalnih otpadnih voda, pročišćavanje kotlovskih i rashladnih voda, u filterima za kućnu upotrebu, za pročišćavanje vode u bazenima i akvarijima), obrada tekućina (aktivni ugljen se koristi za uklanjanje otopljenih organskih spojeva, te za kontrolu okusa i mirisa u kemijskoj, farmaceutskoj i prehrambenoj industriji, kao što su glukoza, masti i ulja, glutamati, šećeri, pivo i sokovi) i za posebne primjene (kod prerade zlata, membranske filtracije, u duhanskoj industriji, u klimatizacijskim uređajima, kod raznih katalitičkih procesa i drugo).